# 평안남도지사
평안남도지사(平安南道知事)는 이북5도 가운데 하나인 평안남도의 행정사무를 관장하는 단체장이자 차관급 고위공무원이다. 이북5도는 대한민국의 실효 지배 구역이 아니기 때문에 다른 광역자치단체장과 달리 대한민국 국민의 직접 선거로 선출되지 않으며, 대통령이 임명 권한을 갖는다. 행정자치부 산하 이북5도위원회가 해당 사무를 관할한다.

## 역대 도지사

### 일제강점기
| 호적   | 이름                | 한자 표기   | 재임 기간                          | 비고                              |
| ------ | ------------------- | ----------- | ---------------------------------- | --------------------------------- |
| 내지인 | 마쓰나가 다케키치   | 松永 武吉   | 1910년 10월 1일 - 1916년 3월 28일  | 평안남도 장관                     |
| 내지인 | 구도 에이이치       | 工藤 英一   | 1916년 3월 28일 - 1919년 9월 26일  | 장관, 1919년 8월부터 평안남도지사 |
| 내지인 | 시노다 지사쿠       | 篠田 治策   | 1919년 9월 26일 - 1923년 2월 24일  |                                   |
| 내지인 | 요네다 진타로       | 米田 甚太郎 | 1923년 2월 24일 - 1926년 3월 8일   |                                   |
| 내지인 | 아오키 가이조       | 青木 戒三   | 1926년 3월 8일 - 1929년 1월 21일   |                                   |
| 내지인 | 소노다 히로시       | 園田 寛     | 1929년 1월 21일 - 1931년 9월 23일  |                                   |
| 내지인 | 후지와라 기조       | 藤原 喜蔵   | 1931년 9월 23일 - 1935년 4월 1일   |                                   |
| 내지인 | 야스타케 다다오     | 安武 直夫   | 1935년 4월 1일 - 1936년 5월 21일   |                                   |
| 내지인 | 가미우치 히코사쿠   | 上内 彦策   | 1936년 5월 21일 - 1938년 8월 18일  |                                   |
| 내지인 | 이시다 센타로       | 石田 千太郎 | 1938년 8월 18일 - 1941년 11월 19일 |                                   |
| 내지인 | 고 야스히코         | 高 安彦     | 1941년 11월 19일 - 1942년 6월 2일  |                                   |
| 내지인 | 시모이이자카 하지메 | 下飯坂 元   | 1942년 6월 2일 - 1944년 9월 20일   |                                   |
| 내지인 | 이사카 게이이치로   | 井坂 圭一良 | 1944년 9월 20일 - 1945년 5월 20일  |                                   |
| 내지인 | 후루카와 가네히데   | 古川 兼秀   | 1945년 6월 16일 - 1945년 8월 15일  | 광복                              |

### 광복 이후 (대한민국 정부)
| 대수 | 이름   | 임기 시작       | 임기 종료   | 비고 |
| ---- | ------ | --------------- | ----------- | ---- |
| 1    | 김병연 | 1949년 2월      | 1959년 5월  |      |
| 2    | 길성운 | 1959년 5월      | 1961년 10월 |      |
| 3    | 박재창 | 1962년 4월      | 1979년 4월  |      |
| 4    | 박인각 | 1979년 4월      | 1982년 7월  |      |
| 5    | 유기천 | 1982년 7월      | 1988년 6월  |      |
| 6    | 사병권 | 1988년 7월      | 1991년 4월  |      |
| 7    | 김훈기 | 1991년 4월      | 1993년 3월  |      |
| 8    | 차성호 | 1993년 3월      | 1995년 9월  |      |
| 9    | 김훈기 | 1995년 9월      | 1997년 11월 |      |
| 10   | 백남진 | 1997년 11월     | 1998년 3월  |      |
| 11   | 김인선 | 1998년 3월      | 2000년 12월 |      |
| 12   | 강의용 | 2000년 12월     | 2003년 5월  |      |
| 13   | 장암   | 2003년 5월      | 2006년 6월  |      |
| 14   | 정중렬 | 2006년 6월      | 2009년 11월 |      |
| 15   | 박용옥 | 2009년 11월     | 2013년 9월  |      |
| 16   | 백남진 | 2013년 9월      | 2016년 9월  |      |
| 17   | 김중양 | 2016년 9월 28일 | 2019년 8월  |      |
| 18   | 이명우 | 2019년 8월      | 2022년 7월  |      |
| 19   | 조명철 | 2022년 7월      | 2024년 8월  |      |
| 20   | 정경조 | 2024년 8월      | -           | 현재 |